# Паспорт гражданина Вануату
Паспорт гражданина Вануату — документ, который выдаётся гражданам Вануату для совершения поездок за границу.
Дизайн паспорта соответствует общим стандартам паспортов. Покрытие светло-зелёного цвета (для гражданских лиц) с гербом по центру, названием страны вверху справа и название типа документа на двух языках английский и французский на лицевой стороне.
Современное вид паспорта Вануату начали использоваться с 30 июля 1980 года, когда острова огласили о независимость от Великобритании и Франции.
В январе 2017 года Вануату представили программу для инвесторов-иммигрантов. Программа регулируется главой закона 112 «О гражданстве» и распоряжением правительства № 33 — 2019 года.

## Гражданство по инвестиционной программе
Для жителей восточного региона была создана программа поддержки Вануату (Vanuatu Contribution Program, VCP). А для граждан Европы — программа поддержки развития (Development Support Program, DSP).
Участвовать может инвестор без судимостей старше 18 лет.

## Требования к визе
По состоянию на 1 января 2021 года граждане Вануату посещают 130 государств, не оформляя визу перед поездкой, в 34 государствах её проставляют по прибытии. Среди безвизовых стран, доступных гражданам Вануату, популярные туристические и деловые центры. Визит на Шри-Ланку заранее оформляется электронное разрешение на въезд.